# Moritz Kellerhoven
Moritz Kellerhoven (1758, Berga – 1830, Mnichov), někdy uváděný jako Moritz Keller Hoven, byl rakouský malíř a rytec.
Narodil se ve vévodství Berga. Umění studoval v Antverpách, ve Vídni a Itálii. Od roku 1808 pracoval pro mnichovskou akademii. Tam byl přijat zřejmě z popudu kurfiřta Karla Theodora.
Věnoval se portrétní tvorbě. Dík svému postavení mohl ztvárnit i mnoho příslušníků královských rodů. Jeho doménou nebyla jen malba, jak již zmíněno výše, ale uplatnil se rovněž na poli grafiky. V Čechách máme (grafický list) portrét Karla Ludwiga „na bitevním poli“ (stojí u děla).